# أبو سهل إسماعيل بن علي النوبختي
أبو سهل إسماعيل بن علي النوبختي، هو عالم الإمامة الكبير، وأحد أعلام الشيعة، وعم أبي محمد الحسن بن موسى النوبختي. توفي أبو سهل سنة 923م.

## الحياة
كان أبو سهل إسماعيل بن علي بن نوبخت من كبار رجال الشيعة، قال عنه أبو الحسين الناشي إنه كان أستاذه، وكان عالمًا فاضلًا، ترأس جماعة من المتكلمين، وكان له في قائم آل محمد علم لم يكن لأحد قبله. كان يقول أقول لكم إن الإمام [الشرعي] كان محمد بن الحسن، وإن مات مستترًا، فقد ظهر في الغيب ابنه، وسيظل أمر ابنه مخفيًّا حتى يتم الله ملكه بظهوره. وقد دعاه أبو جعفر محمد بن علي الشلمغاني، الملقب بابن أبي العزاقير (ت 934)، إلى المعارضة، ووعده بالمعجزات والكرامات. وكان أبو سهل في جبهته بقعة كالصلعة، فأرسل إليه الرسول بجواب يقول له لا أسألك إلا آية واحدة أن ينبت شعرًا على جبهتي، ثم أصدقه. فلم يعد الرسول.
ويروي النديم قصة مشابهة جدًّا عن الحسين بن منصور الحلاج الذي كان في السجن حين أرسل رسولًا يستغيث بأبي سهل. لكن جاء الرد بأنه أنا رئيس طائفة لها آلاف الأتباع، وسيتبعونه إن اتبعته. فأنبت شعرًا على جبهتي، فقد اختفى الشعر منها. لا أريد منه شيئًا آخر. ولم يعد إليه الرسول قط.

## الأعمال
يذكر كتاب الفهرست للنديم من بين كتبه ما يلي:
التحقق في الإمامة؛ الإنذار (النبوة) في الإمامة؛ الرد على الغلاة؛ الرد على التتري في الإمامة؛ الرد على عيسى بن أبان في التأويل؛  الرد على رسالة الشافعي؛ الأفكار؛ المجالس؛ العلم؛ إثبات الرسالة (إثبات النبوة)؛ الرد على من قال بالصفات؛ ظهور العالم؛ الرد على من قال بالخلق [القرآن]؛ الكلمة في الإنسان؛ بطلان القياس؛ الرواية وما رواه؛ الرد على كتاب بعث الحكمة لابن الراوندي؛ الرد على كتاب التاج لابن الراوندي المعروف بكتاب الشبك؛ الرد على التأويل بالرأي لابن الراوندي؛ الصفات. وكان أخو أبي سهل النوبختي الملقب بأبي جعفر من علماء مذهب النوبختي.

## التأثر
- النوبختي